# تيم كوك
تيموثي «تيم» د. كوك (بالإنجليزية: Timothy Donald "Tim" Cook)‏؛ (1 تشرين الثاني/نوفمبر 1960) هو الرئيس التنفيذي لشركة أبل، بعد أن انضم إلى الشركة في آذار/مارس 1998. تم تعيينه بعد أن أعلن ستيف جوبز استقالته من منصبه في 24 آب/أغسطس 2011.

## بداية حياته
ولد تيم كوك ونشأ في مدينة روبيرتسدال في ولاية ألاباما. كان والده عامل لبناء السفن، في حين كانت والدته ربّة منزل. تخرّج من ثانوية روبيرتسدال، وحصل على شهادة بكالوريوس علوم الهندسة الصناعية من جامعة آوبرن عام 1982، وماجستير في إدارة الأعمال من كلية «فوكوا» للأعمال التابعة لجامعة ديوك عام 1988.

## سيرته المهنية
قضى ستة أشهر في شركة كومباك كنائب مدير قسم المواد المتعلقة بالشركات قبل أن يتعاقد معه ستيف جوبز للانضمام لشركة أبل. شغل في البداية منصب نائب أول لمدير العمليات في العالم. قبل ذلك، شغل منصب الرئيس التنفيذي للعمليات في قسم التجزئة للإلكترونيات الذكية وقضى 12 عاماً في شركة آي بي إم في مجال أعمال الحاسوب الشخصي كمنصب مدير الإنجازات التابعة لأميركا الشمالية.
يعود الفضل لتيم كوك في انتشال شركة أبل من مجال الصناعة وذلك عن طريق إغلاق المصانع والمخازن في جميع أنحاء العالم. هذا ساعد الشركة في خفض مستويات المخزون وتبسيط سلسلة التوريد التابعة لها وزيادة هوامش الربح بشكل كبير. في كانون الثاني/يناير 2007، تمت ترقيته إلى مدير العمليات.
شغل منصب الرئيس التنفيذي لشركة أبل لمدة شهرين في عام 2004، عندما كان ستيف جوبز يتعافى من سرطان البنكرياس. وفي عام 2009 شغل منصب الرئيس التنفيذي مرة أخرى لعدة أشهر لأن ستيف جوبز كان قد أخذ إجازة من أجل عملية زراعة كبد.
في كانون الثاني/يناير 2011، وافق مجلس إدارة شركة أبل على إعطاء الإجازة المرضية الثالثة لستيف جوبز. وخلال ذلك، تيم كوك كان مسؤولاً عن معظم عمليات أبل اليومية في حين أن الرئيس التنفيذي ستيف جوبز كان يقوم باتخاذ أغلب القرارات الرئيسية. عقب استقالة ستيف جوبز، أصبح تيم كوك الرئيس التنفيذي لشركة أبل 24 آب/أغسطس 2011، وأعلنت شركة أبل في 10 كانون الثاني/يناير 2012 بحصول تيم كوك على مبلغ 380 مليون دولار مقابل الموافقة على العمل كمدير تنفيذي للشركة.
يعمل تيم كوك أيضاً في مجلس الإدارة لشركة نايكي.

## حياته الشخصية
تيم كوك من المتحمسين للياقة البدنية ورياضة المشي وركوب الدراجات والذهاب إلى النادي الرياضي، أعلن في 30 أكتوبر 2014، عن كونه مثلي جنسياً، وقال في مقال نشرته مجلة بلومبرج بيزنسويك أنه فخور بكونه مثلي جنسياً وأنه يعتبر ذلك من أعظم المنح التي وهبها الله له.
في عام 2011، تيم كوك والذي يقوم بحماية حياته الشخصية من التشهير، فقد تم وضع اسمه في الصدارة للائحة «50 شخصية ذات نفوذ» للأشخاص المثليين جنسياً والتي تصدرها مجلة أوت.
خلال بداية خطابه عام 2010 في جامعة آوبرن، أكد تيم كوك على أهمية الحدس في توجيه حياته لخيارات أكبر، وتابع بالقول أن التحضير والعمل الجاد ضروري أيضاً لتنفيذ ذلك الحدس.

## التكريمات
حصل تيم كوك على الدكتوراه الفخرية في العلوم من جامعة غلاسكو في مدينة غلاسكو بأسكتلندا عام 2017.

## وصلات خارجية
- الموقع الرسمي
- تيم كوك على موقع IMDb (الإنجليزية)
- تيم كوك على موقع الموسوعة البريطانية (الإنجليزية)
- تيم كوك على موقع مونزينجر (الألمانية)
- تيم كوك على موقع إن إن دي بي (الإنجليزية)
- تيم كوك على موقع قاعدة بيانات الفيلم (الإنجليزية)
- تيم كوك على موقع كينوبويسك (الروسية)
- تيم كوك على موقع كينوبويسك (الروسية)